# Kamoyapithecus hamiltoni
Kamoyapithecus hamiltoni (v překladu „Kamoyiho opice“ podle paleontologa Kamoyiho Kimeu) je druh vyhynulých primátů, žijící v pozdním oligocénu (před 24,2 - 27,5 miliony let) v severní části dnešní Keni. Dosud je znám pouze jediný druh rodu, Kamoyapithecus hamiltoni, zastoupený jen několika málo zlomky čelistí a zubů v poměrně špatném stavu.
Typová fosilie KNM-LS 7 byla nalezena na lokalitě Lothidok, na břehu jezera Turkana již v roce 1948. Původně byla označena jako Proconsul hamiltoni, ale Richard Leakey ji při přezkoumání v roce 1995 vyčlenil jako samostatný rod, Kamoyapithecus.
Na základě morfologie zubů, které jsou podobné nálezům hominoidů z miocénu, a kvůli předpokládané značné velikosti zvířete (cca 30–40 kg) je mnohými badateli uvažováno o příslušnosti právě k nadčeledi Hominoidea. Pokud by tomu tak bylo, jednalo by se o dosud nejstaršího známého zástupce této větve.
Taxonomické zařazení rodu Kamoyapithecus však není zcela jisté, často bývá uváděn jako blíže nezařazený úzkonosý primát (Catarrhini incertae sedis), někdy jako nezařazený hominoid nebo zástupce nadčeledi Proconsuloidea. Pro možnost zpřesnění by bylo potřeba získat další a lépe dochované fosilie.